# Hanna Frosterus-Segerstråle
Johanna (Hanna) Wilhelmina Frosterus-Segerstråle, född Frosterus 23 oktober 1867 i Helsingfors, död 9 april 1946 i Borgå, var en finlandssvensk målare och författare.

## Biografi
Frosterus-Segerstråle studerade vid Finska konstföreningens ritskola 1883–1887. Hon hade sin första utställning 1886. Åren 1888–1890 vistades hon i Paris vid Académie Colarossi. Hon höll sin första separatutställningen 1922.
Till hennes tidigaste uppmärksammade verk hör pastellen Méditation (1888) och oljemålningen En liten patient (1889). Hennes målningar skildrade vanligen hennes egen familj. Hon är känd för sina akvareller gjorde i Carl Larssons anda, i vilka hennes egna barn ofta fick stå som modell. Hon är också ihågkommen för sina porträtt vilka ofta utfördes i pastellteknik. Från 1930-talet präglades hennes verk av religiösa motiv. Hon målade altartavlor i Helsingfors domkyrkas kapell 1930. Som illustratör illustrerade hon bland annat 1887 års upplaga av Johan Ludvig Runebergs Idyll och epigram samt sina egna böcker.
En minnesutställning över Frosterus-Segerstråle hölls 1947, året efter hennes död.
Frosterus-Segerstråle var dotter till Gustaf Frosterus och Aline Ottelin samt syster till Benjamin Frosterus. Från 1889 var hon gift med Knut Albert Segerstråle. Då de gifte sig lovade han att hon skulle få tid och möjlighet att fortsätta sin karriär. Paret fick åtta barn, bland dem författaren Solveig von Schoultz och konstnären Lennart Segerstråle. Det lyckliga familjelivet återspeglas i Frosterus-Segerstråles konst.
Frosterus-Segerstråle är representerad i konstmuseet Ateneum, Helsingfors stads konstmuseum; Borgå museum och Åbo konstmuseum.

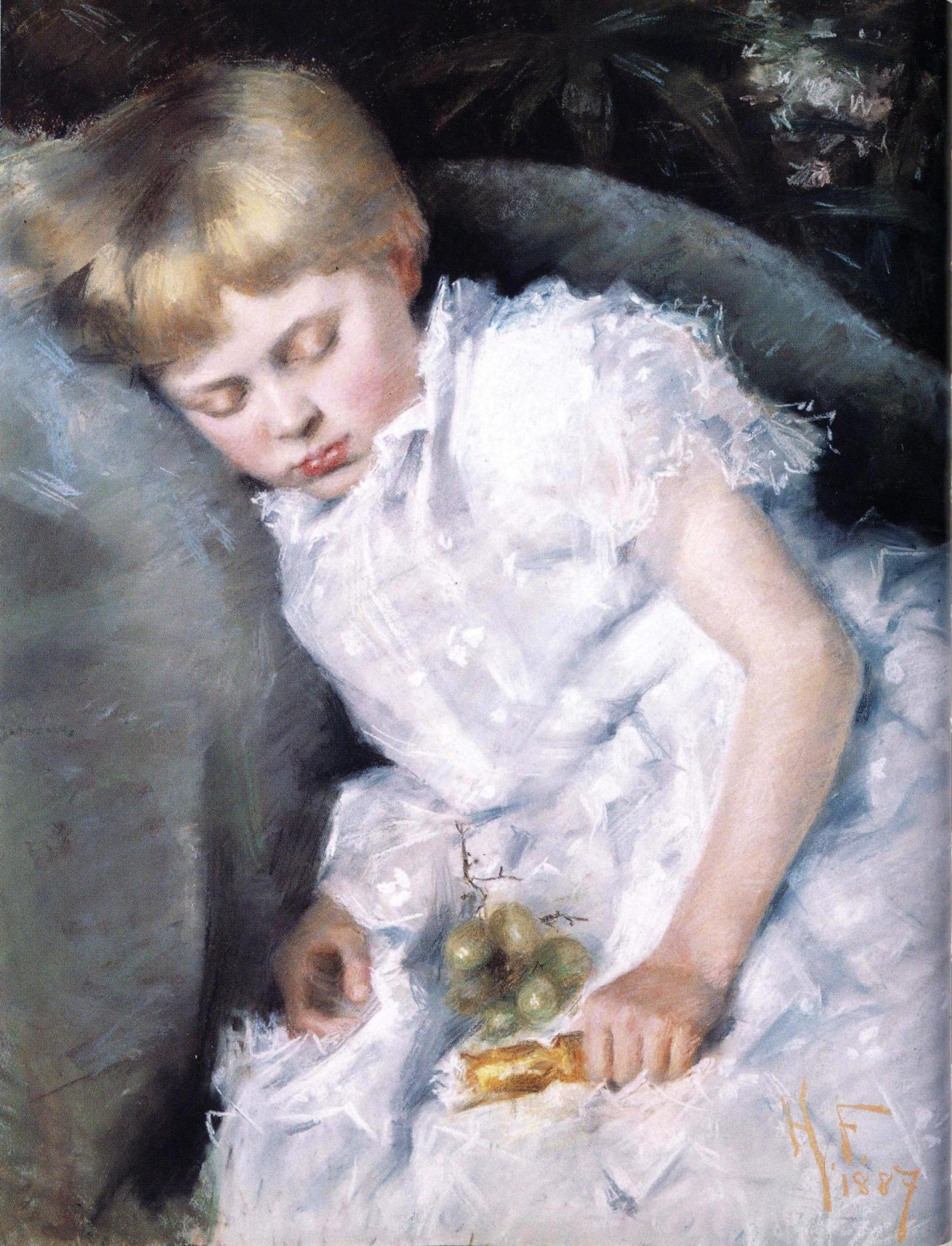
En liten bröllopsgäst, Frosterus-Segerstråle 1887.

## Bibliografi

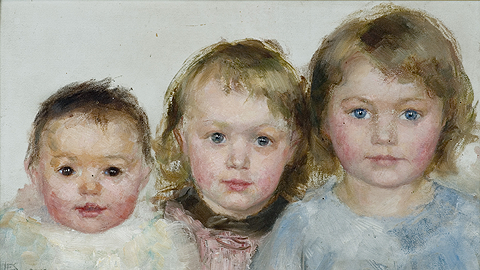
"Hannas tre äldsta".